# Lecanora vacillans
Lecanora vacillans är en lavart som beskrevs av H.Magn.. Lecanora vacillans ingår i släktet Lecanora, och familjen Lecanoraceae. Arten är reproducerande i Sverige.